# Edificio Suay
El edificio Suay está ubicado en la calle Correos número 1 esquina con la plaza del Ayuntamiento de la ciudad de Valencia (España). 

## Descripción
Se trata de un edificio residencial que data del año 1910, obra del arquitecto Francisco Mora Berenguer a instancias del empresario Luis Suay. La manzana a la que pertenece este solar tiene su origen en la remodelación que se hizo en el "Barrio de Pescadores".
El solar es de planta cuadrangular con dos medianeras y dos fachadas, estando la esquina que forman éstas achaflanado. El edificio consta de un sótano que no ocupa toda la superficie del solar, una planta baja de uso comercial y cuatro plantas de viviendas, de estilo modernista valenciano.
La distribución de la planta se organiza alrededor de dos patios; uno situado en el centro del solar, y no en su ángulo más profundo, y otro adosado a una de las medianeras, en el centro de ésta. La caja de escaleras se ubica en la otra medianera, también en el centro de la misma, liberando el rincón para situar la cocina, que ventila al segundo patio. La circulación se realiza perimetralmente al patio central, dando acceso a todas las piezas de manera independiente.
El concepto principal de la composición en planta se confía al gran mirador circular que funciona como auténtica rótula que articula las dos fachadas. Este mirador, que abarca tres plantas, es el que define la escala del conjunto.
Se supera el esquema romántico al desaparecer el entresuelo. El vuelo de los balcones se retranquea en cada planta; el principal 1m, el primero 0'60, el segundo 0'55 y el tercero 0'50. En el interior de las viviendas se utilizan las columnas, con objeto de enfatizar los miradores de la esquina.
La construcción está realizada a partir de muros portantes y pilares de obra, de fábrica de ladrillo revocado con mortero de cemento y pintado con lechada de portland, imitando paramentos de sillería.
La carpintería exterior es de madera, con persianas de tipo americano en los huecos. Los antepechos de los balcones están realizados en hierro forjado, a excepción del balcón central del piso principal, que se construyó de obra.
La estructuración compositiva y ornamental del edificio puede adscribirse al historicismo neogótico, manifestado sobre todo en los arcos lobulados, así como en el remate que lo corona.